# Croton pycnanthus
Croton pycnanthus är en törelväxtart som beskrevs av George Bentham. Croton pycnanthus ingår i släktet Croton och familjen törelväxter. Inga underarter finns listade i Catalogue of Life.